# Doto greenamyeri
Doto greenamyeri is een slakkensoort uit de familie van de Dotidae. De wetenschappelijke naam van de soort is voor het eerst geldig gepubliceerd in 2015 door Shipman & Gosliner.